# Francis de Wolff
Francis-Marie Arist de Wolff, född 7 januari 1913 i Essex, död 18 april 1984 i Sussex, var en brittisk skådespelare.

## Rollista i urval
- 1949 – Under Capricorn
- 1950 – Skattkammarön
- 1951 – Andarnas natt
- 1952 – Målaren på Moulin Rouge
- 1956 – Moby Dick
- 1959 – Skräckens ansikte
- 1960 – Dr Jekylls 2 ansikten
- 1963 – Agent 007 ser rött
- 1964 – Nu tar vi Cleopatra
- 1964–1965 – Doctor Who (TV-serie) (4 avsnitt)
- 1972 – Canterbury Tales
- 1977 – Jesus från Nasaret (miniserie)